# Whalan
Whalan – miasto w Stanach Zjednoczonych, w stanie Minnesota, w hrabstwie Fillmore.